# 截額蟬蟹
截額蟬蟹（学名：Hippa truncatifrons）为蟬蟹科蟬蟹屬下的一个种。